# Pierre Rambaud
Pour les articles homonymes, voir Rambaud.
Joseph Pierre Rambaud, dit Pierre Rambaud, né le 20 avril 1852 à Allevard (Isère) et mort le 29 octobre 1893 à Paris est un sculpteur français.

## Biographie

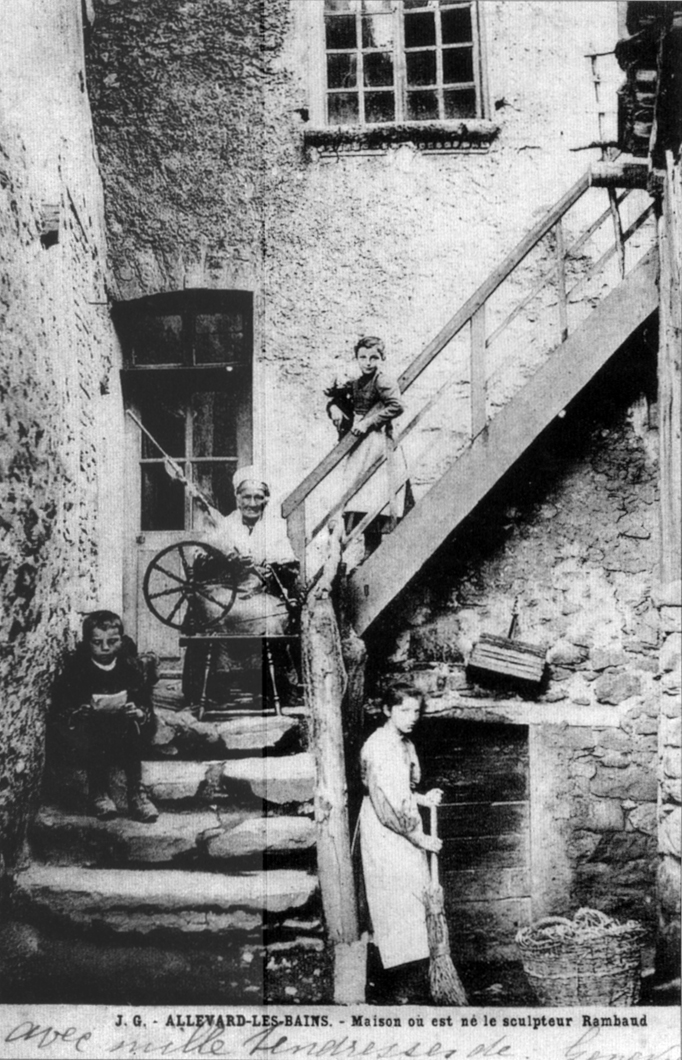
Maison natale du sculpteur à Allevard dans les années 1920.

Né dans une famille modeste, fils du plâtrier Jean-Baptiste Rambaud et de la couturière Agathe Rojon, Pierre Rambaud s'engage dans l'armée en 1870.
Après la guerre de 1870, il effectue cinq ans de service militaire à Grenoble pendant lesquels il étudie la sculpture à l'école des beaux-arts de la ville, sous la direction d'Aimé Charles Irvoy, puis il est reçu à l'École des beaux-arts de Paris en 1878, où il est l'élève de François Jouffroy. Il suivra ensuite les cours d'Henri Chapu à l'Académie Julian à Paris.
Atteint par la limite d'âge, il ne pourra poursuivre ses études malgré l'appui de son frère, le peintre Jean-Baptiste Rambaud, du député Gustave Rivet et de l'avocat Sestier du Touvet.
Ses revenus sont maigres et consistent en la subvention du département et de sa commune. Il fait la connaissance de Jeanne-Clémentine Étienne, une jeune femme fortunée, passionnée d'art et de littérature, plus connue sous son nom de plume Jeanne des Ayettes, qu'il épouse en 1887. Il se lie d'amitié avec l'écrivain critique d'art et occultiste Joséphin Peladan.
En 1891, la commune de Pontcharra, patrie de Bayard, lui commande une statue équestre du chevalier. Cette statue, érigée sur le pont du Bréda, sera volée en 1992.
Malade, il meurt le 29 octobre 1893 dans le 16e arrondissement de Paris.
Les œuvres déposées en 1896 par son épouse dans le but de créer un musée proche de l'hôtel des Postes d'Allevard sont volées. En 2000, la municipalité d'Allevard restaure plusieurs de ses œuvres retrouvées dans les combles de l'école de la ville.

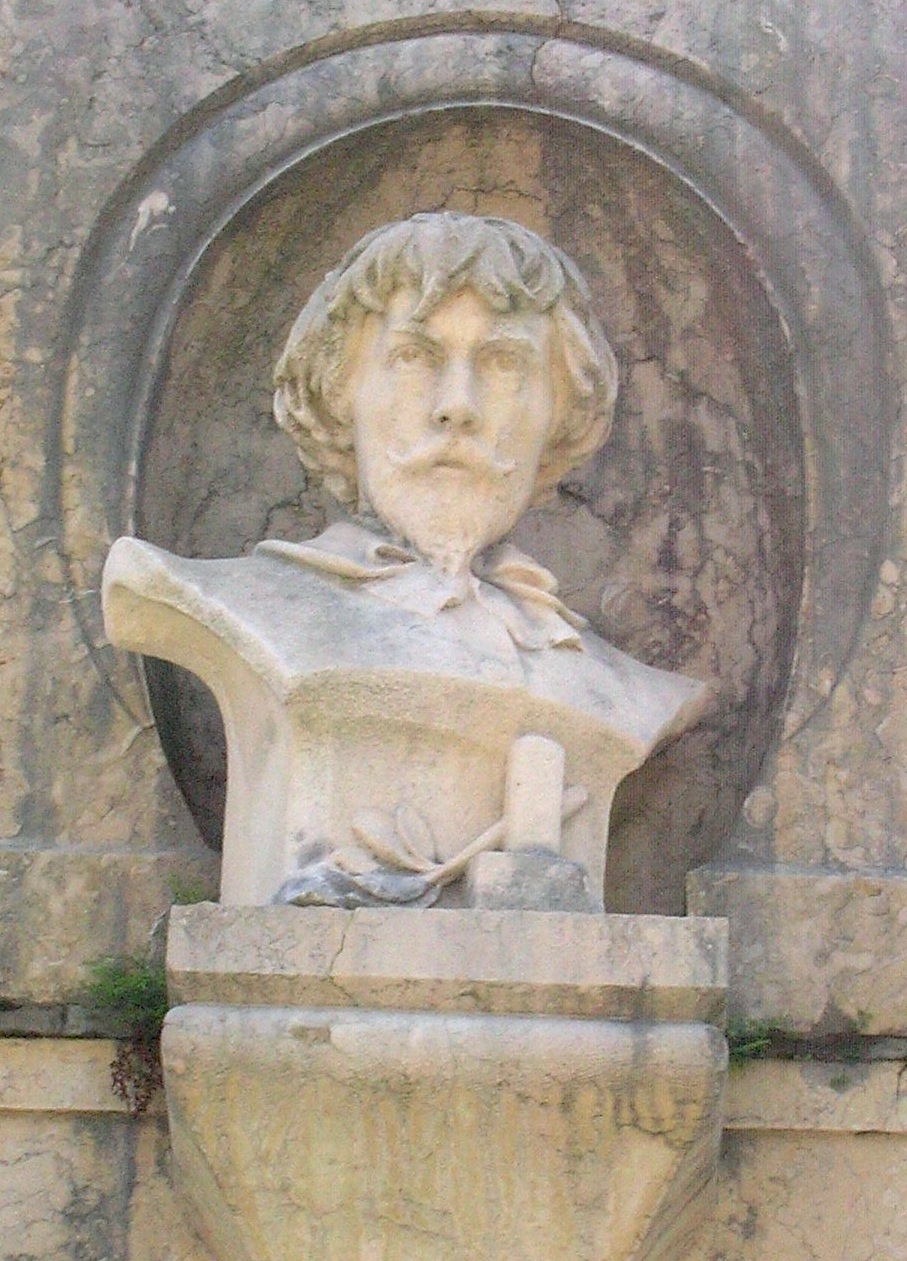
Buste de Pierre Rambaud d'après Jean Dampt, Monument à Pierre Rambaud, Allevard (Isère).

## Œuvres dans les collections publiques
- Allevard, musée d'Allevard :
  - Bayard enfant, 1893, plâtre ;
  - Agrippa d'Aubigné, plâtre ;
  - Gustave Rivet, 1886, buste en plâtre, dépôt du musée de Grenoble[3] ;
  - Jeune Martyre, buste en plâtre, dépôt du musée de Grenoble[4] ;
  - 18 sculptures, affiches, dessins, peintures, archives, dont une lettre d'Aimé Charles Irvoy à Pierre Rambaud.
- Angers, musée des Beaux-Arts : Le Serment d'Agrippa d'Aubigné (1552-1630), 1891, statue en bronze[5].
- Grenoble, musée de Grenoble :
  - Berlioz mourant, vers 1893, statue en marbre[6] ;
  - Bayard enfant reçoit sa première épée, 1889, statue en plâtre bronzé[7].
- Paris, façade de l'orangerie du jardin du Luxembourg : Ingres, 1888, buste en pierre.
- Pontcharra :
  - château Bayard.
  - pont du Bréda : Monument à Bayard, 1911, statue équestre en bronze. Volée en 1992, elle est remplacée par une statue équestre en bronze par Auguste Davin[8].

Œuvres de Pierre Rambaud
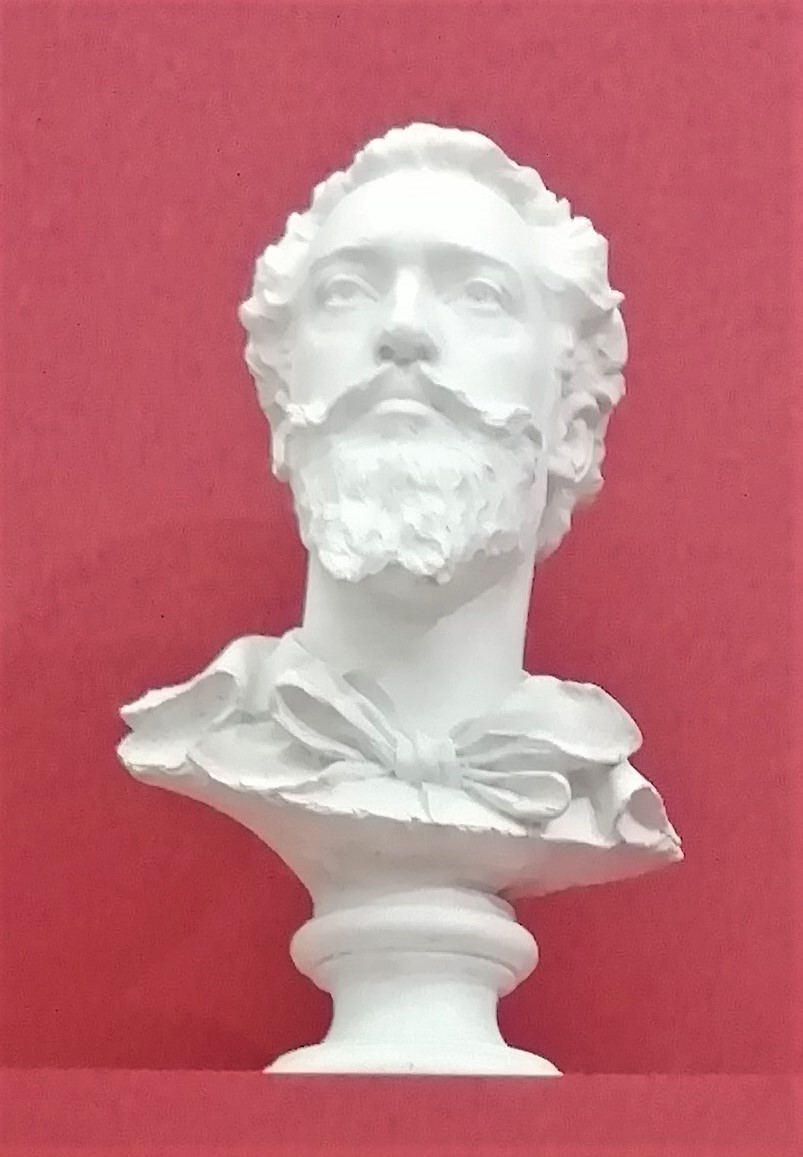
Gustave Rivet (1886), plâtre, musée de Grenoble.
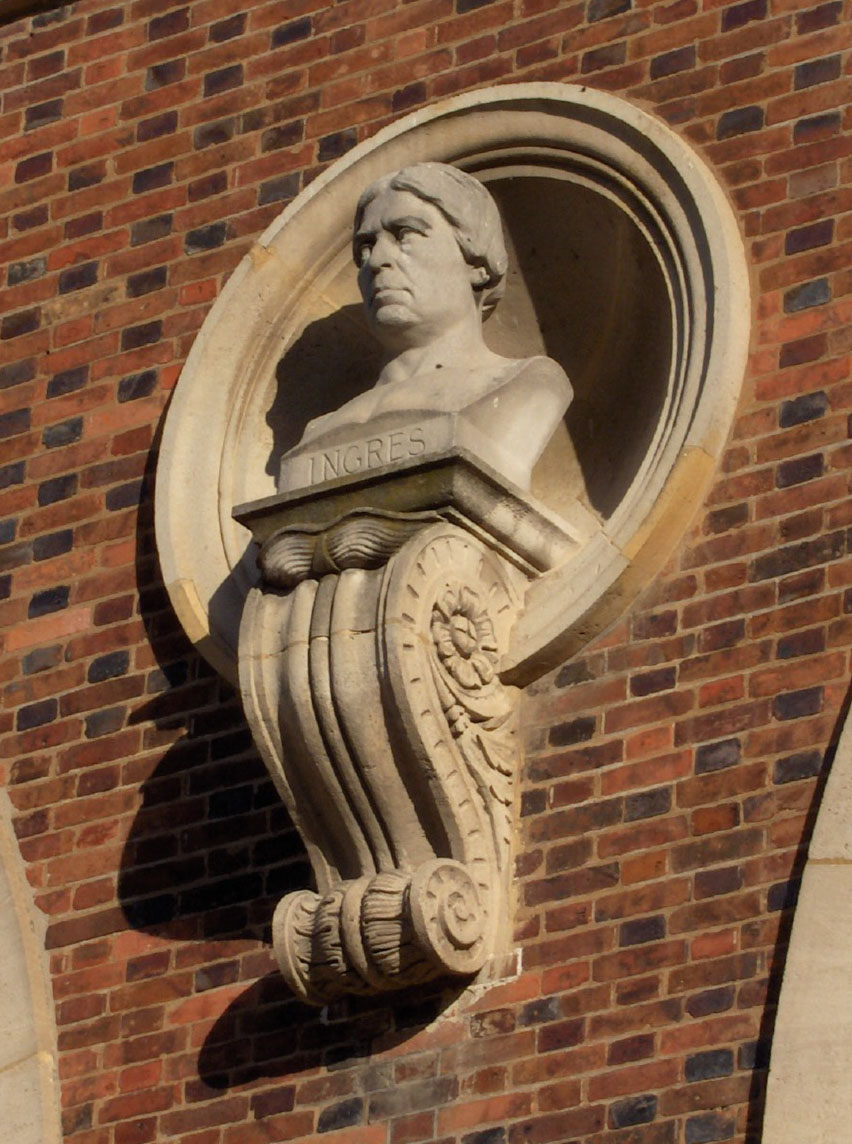
Ingres (1888), Paris, orangerie du jardin du Luxembourg.
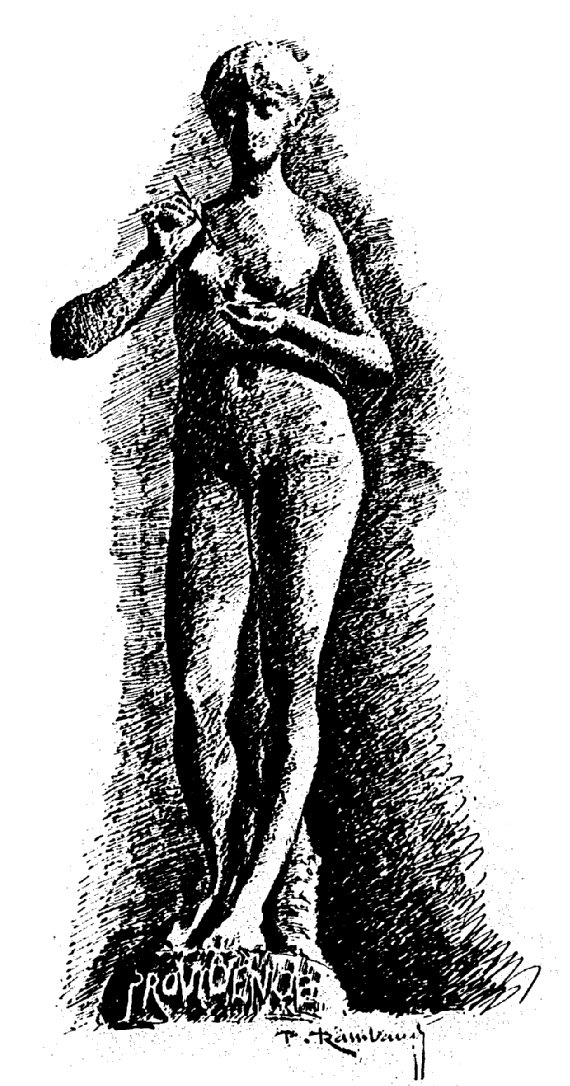
La Povidence (Salon de la Rose-Croix de 1892), localisation inconnue.
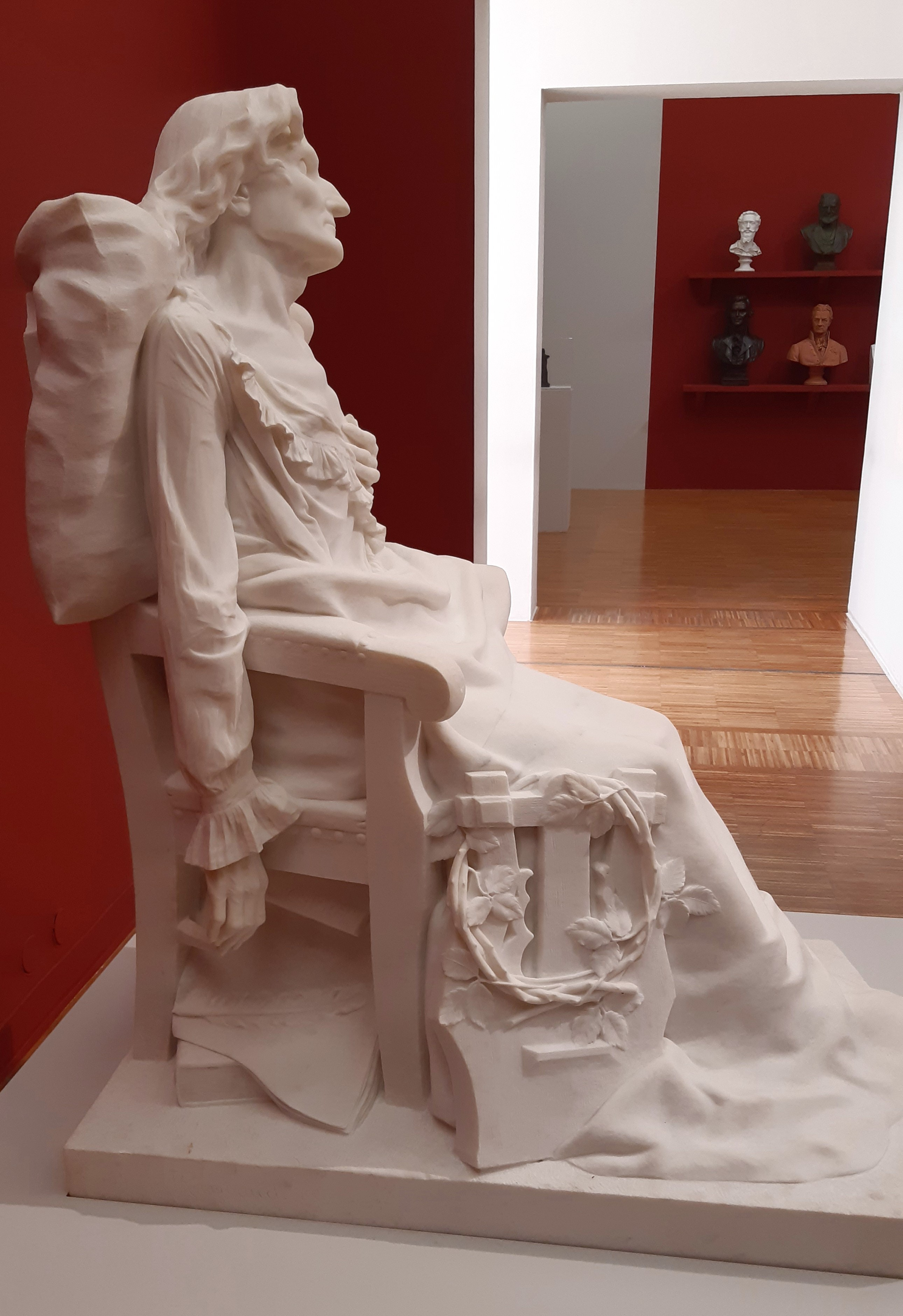
Berlioz mourant (vers 1893), marbre, musée de Grenoble.

## Salons et expositions
- 1878 : Salon des amis des arts de Grenoble.
- 1887 : Salon de Grenoble ; Salon de Dijon.
- 1889 : médaille de troisième classe et mention honorable à l’Exposition universelle.
- 1892 et 1893 : Salon de la Rose-Croix.
- Du 17 octobre 2010 au 13 février 2011 : Villefranche-sur-Saône, musée Paul-Dini, Le Symbolisme. De Puvis de Chavannes à Fantin-Latour, 1880-1920.

## Hommages
- En 1904, son nom est donné au premier musée d'Allevard dans l'école publique.
- La Ville d'Allevard donne son nom à une rue, ainsi que le nom de son épouse Jeanne Étienne, dite des Ayettes, à l'école maternelle.
- Un Monument à Pierre Rambaud, dont le buste en bronze est réalisé par Jean Dampt, est élevé par la Ville d'Allevard, sur la place de l'église, en sa mémoire et à la demande de son épouse, Jeanne des Ayettes. Envoyé à la fonte sous le régime de Vichy, le buste est remplacé par une copie en pierre.
- En 2015, l'école primaire d'Allevard prend le nom de Pierre Rambaud.